# العماد الزرزاري
العماد عبد الله بن الصائن محمد بن الحسن الزرزاري الشافعي. ورد ذكره في كتاب (الموسوعة الإسلامية)، وهو من مواليد سنة 616 هجرية. برع في النحو، والدين.